# Atletica leggera ai Giochi della XVI Olimpiade - 100 metri piani maschili

Video della Finale (film ufficiale dei Giochi)

La competizione dei 100 metri piani maschili di atletica leggera ai Giochi della XVI Olimpiade si è disputata nei giorni 23 e 24 novembre 1956 al Melbourne Cricket Ground.

## L'eccellenza mondiale
| Campione olimpico 1952   | 10"4      | Lindy Remigino                            | Ritirato 1954                      |
| Campione europeo 1954    | 10"5      | Heinz Fütterer                            | Solo staffetta                     |
| Primatisti mondiali:     | 10"1 1956 | Willie Williams Ira Murchison Leamon King | 8° ai Trials Presente 4° ai Trials |
| Vincitore dei Trials USA | 10"3      | Bobby Joe Morrow                          | Presente                           |

## La gara
L'unico presente dei tre neo-detentori del record del mondo è Ira Murchison. Nei turni eliminatori segna il miglior tempo, 10"3, eguagliato dal compagno di squadra Bobby Joe Morrow.

Nella prima semifinale Murchison prevale in 10"5 sul trinidegno Agostini; nella seconda Morrow mostra il suo grande stato di forma imponendosi ancora in 10"3 sul connazionale Thane Baker.

In finale il più lesto a partire è Hector Hogan; a metà gara però Morrow riprende l'australiano, allunga di un metro e mezzo e va a vincere. Negli ultimi metri Hogan è superato anche da Baker.
Deluso invece Murchison (quarto) che finisce ai piedi del podio.

Il cronometraggio elettrico dà al secondo e al terzo classificato lo stesso tempo. La giuria, invece li separa di un decimo.

## Risultati

### Turni eliminatori
| 12 Batterie        | 23 novembre | 65 partenti   | Si qualificano i primi 2. |
| 4 Quarti di finale | 23 novembre | 6 + 6 + 6 + 6 | Si qualificano i primi 3. |
| 2 Semifinali       | 24 novembre | 6 + 6         | Si qualificano i primi 3. |
| Finale             | 24 novembre | 6 concorrenti |                           |

### Batterie
| Pos. | Atleta              | Nazione     | Tempo Ufficiale | Tempo Ufficioso |
| ---- | ------------------- | ----------- | --------------- | --------------- |
| 1    | Ira Murchison       | Stati Uniti | 10"5            | 10"67           |
| 2    | Jan Jarzembowski    | Polonia     | 10"7            | 10"95           |
| 3    | Hilmar Þorbjörnsson | Islanda     | 10"9            | 11"12           |
| 4    | Mario Colarossi     | Italia      | 10"9            | 11"14           |
| 5    | René Ahumada        | Messico     | 11"1            | 11"26           |
| 6    | Raja bin Ngah Ali   | Malesia     | 11"2            | 11"41           |

| Pos. | Atleta            | Nazione           | Tempo Ufficiale | Tempo Ufficioso |
| ---- | ----------------- | ----------------- | --------------- | --------------- |
| 1    | Mike Agostini     | Trinidad e Tobago | 10"7            | 10"98           |
| 2    | Luigi Gnocchi     | Italia            | 10"7            | 11"04           |
| 3    | Titus Erinle      | Nigeria           | 10"9            | 11"09           |
| 4    | Jorge de Barros   | Brasile           | 10"9            | 11"15           |
| 5    | Vanchak Voradilok | Thailandia        | 11"5            | 11"78           |
| 6    | Roba Negousse     | Etiopia           | 11"8            | 12"07           |

| Pos. | Atleta            | Nazione       | Tempo Ufficiale | Tempo Ufficioso |
| ---- | ----------------- | ------------- | --------------- | --------------- |
| 1    | Morrie Rae        | Nuova Zelanda | 10"7            | 10"84           |
| 2    | Abdul Khaliq      | Pakistan      | 10"8            | 10"97           |
| 3    | Manfred Steinbach | Germania      | 10"8            | 10"99           |
| 4    | Rafael Romero     | Venezuela     | 10"9            | 11"14           |
| 5    | Evaristo Iglesias | Cuba          | 11"3            | 11"50           |

| Pos. | Atleta          | Nazione       | Tempo Ufficiale | Tempo Ufficioso |
| ---- | --------------- | ------------- | --------------- | --------------- |
| 1    | Ben Nduga       | Uganda        | 10"7            | 10"88           |
| 2    | Ken Box         | Gran Bretagna | 10"7            | 10"96           |
| 3    | Kyohei Ushio    | Giappone      | 11"0            | 11"09           |
| 4    | Kesevan Soon    | Singapore     | 11"4            | 11"35           |
| 5    | Jack Parrington | Canada        | 11"6            | 11"62           |

| Pos. | Atleta             | Nazione          | Tempo Ufficiale | Tempo Ufficioso |
| ---- | ------------------ | ---------------- | --------------- | --------------- |
| 1    | Marian Foik        | Polonia          | 10"5            | 10"74           |
| 2    | Boris Tokarev      | Unione Sovietica | 10"6            | 10"90           |
| 3    | Franco Galbiati    | Italia           | 10"9            | 11"00           |
| 4    | Thomas A. Robinson | Bahamas          | 10"9            | 11"06           |
| 5    | Jalal Gozal        | Indonesia        | 10"9            | 11"09           |
| 6    | James Roberts      | Liberia          | 11"3            | 11"45           |

| Pos. | Atleta         | Nazione   | Tempo Ufficiale | Tempo Ufficioso |
| ---- | -------------- | --------- | --------------- | --------------- |
| 1    | Manfred Germar | Germania  | 10"7            | 10"91           |
| 2    | Ray Land       | Australia | 10"8            | 11"05           |
| 3    | Keith Gardner  | Giamaica  | 11"1            | 11"22           |
| 4    | Alain David    | Francia   | 11"1            | 11"24           |
| 5    | Emmanuel Putu  | Liberia   | 11"3            | 11"44           |
| 6    | Beyene Legesse | Etiopia   | 11"8            | 11"94           |

| Pos. | Atleta          | Nazione          | Tempo Ufficiale | Tempo Ufficioso |
| ---- | --------------- | ---------------- | --------------- | --------------- |
| 1    | Leonid Bartenev | Unione Sovietica | 10"7            | 10"87           |
| 2    | Béla Goldoványi | Ungheria         | 10"8            | 10"88           |
| 3    | Clive Bonas     | Venezuela        | 10"9            | 10"99           |
| 4    | Gavin Carragher | Australia        | 10"9            | 10"98           |
| 5    | Thomas Obi      | Nigeria          | 11"0            | 11"10           |
| 6    | Bjørn Nilsen    | Norvegia         | 11"0            | 11"11           |

| Pos. | Atleta         | Nazione   | Tempo Ufficiale | Tempo Ufficioso |
| ---- | -------------- | --------- | --------------- | --------------- |
| 1    | Hector Hogan   | Australia | 10"5            | 10"72           |
| 2    | René Bonino    | Francia   | 10"8            | 10"96           |
| 3    | Géza Varasdi   | Ungheria  | 10"8            | 11"00           |
| 4    | Akira Kiyofuji | Giappone  | 10"8            | 11"00           |

| Pos. | Atleta                       | Nazione           | Tempo Ufficiale | Tempo Ufficioso |
| ---- | ---------------------------- | ----------------- | --------------- | --------------- |
| 1    | Thane Baker                  | Stati Uniti       | 10"7            | 10"93           |
| 2    | Edmund Turton                | Trinidad e Tobago | 11"1            | 11"38           |
| 3    | Sinnayah Karuppiah Jarabalan | Malesia           | 11"3            | 11"56           |
| 4    | Tan Eng Yoon                 | Singapore         | 11"4            | 11"63           |

| Pos. | Atleta              | Nazione           | Tempo Ufficiale | Tempo Ufficioso |
| ---- | ------------------- | ----------------- | --------------- | --------------- |
| 1    | Stan Levenson       | Canada            | 10"8            | 10"94           |
| 2    | Heinz Fütterer      | Germania          | 10"9            | 11"10           |
| 3    | João Pires Sobrinho | Brasile           | 11"0            | 11"14           |
| 4    | Joe Goddard         | Trinidad e Tobago | 11"1            | 11"19           |
| 5    | Oliver Hunter       | Guyana britannica | 11"1            | 11"22           |
| 6    | Ghulam Raziq        | Pakistan          | 11"2            | 11"26           |

| Pos. | Atleta               | Nazione       | Tempo Ufficiale | Tempo Ufficioso |
| ---- | -------------------- | ------------- | --------------- | --------------- |
| 1    | Edward Ajado         | Nigeria       | 10"8            | 11"01           |
| 2    | Roy Sandstrom        | Gran Bretagna | 10"8            | 11"05           |
| 3    | Dick Harding         | Canada        | 11"0            | 11"20           |
| 4    | Muhammad Sharif Butt | Pakistan      | 11"1            | 11"26           |
| 5    | Abebe Hailou         | Etiopia       | 11"3            | 11"54           |
| 6    | Sneh Wongchaoom      | Thailandia    | 11"8            | 11"95           |

| Pos. | Atleta             | Nazione          | Tempo Ufficiale | Tempo Ufficioso |
| ---- | ------------------ | ---------------- | --------------- | --------------- |
| 1    | Bobby Joe Morrow   | Stati Uniti      | 10"4            | 10"47           |
| 2    | Jurij Konovalov    | Unione Sovietica | 10"6            | 10"92           |
| 3    | David Segal        | Gran Bretagna    | 10"9            | 11"02           |
| 4    | Paiboon Vacharapan | Thailandia       | 11"3            | 11"57           |
| 5    | Lee Kah Fook       | Malesia          | 11"6            | 11"84           |

### Quarti di finale
| Pos. | Atleta           | Nazione           | Tempo Ufficiale | Tempo Ufficioso |
| ---- | ---------------- | ----------------- | --------------- | --------------- |
| 1    | Bobby Joe Morrow | Stati Uniti       | 10"3            | 10"55           |
| 2    | Mike Agostini    | Trinidad e Tobago | 10"5            | 10"75           |
| 3    | Morrie Rae       | Nuova Zelanda     | 10"6            | 10"78           |
| 4    | Béla Goldoványi  | Ungheria          | 10"8            | 10"95           |
| 5    | Heinz Fütterer   | Germania          | 10"8            | 10"99           |
| 6    | Ray Land         | Australia         | 11"0            | 11"15           |

| Pos. | Atleta          | Nazione           | Tempo Ufficiale | Tempo Ufficioso |
| ---- | --------------- | ----------------- | --------------- | --------------- |
| 1    | Ira Murchison   | Stati Uniti       | 10"3            | 10"55           |
| 2    | Abdul Khaliq    | Pakistan          | 10"5            | 10"78           |
| 3    | Jurij Konovalov | Unione Sovietica  | 10"7            | 10"93           |
| 4    | Luigi Gnocchi   | Italia            | 10"8            | 10"96           |
| 5    | Edmund Turton   | Trinidad e Tobago | 11"2            | 11"37           |
| 6    | Ben Nduga       | Uganda            | 12"8            | 12"95           |

| Pos. | Atleta           | Nazione          | Tempo ufficiale | Tempo ufficioso |
| ---- | ---------------- | ---------------- | --------------- | --------------- |
| 1    | Hector Hogan     | Australia        | 10"5            | 10"78           |
| 2    | Boris Tokarev    | Unione Sovietica | 10"7            | 10"87           |
| 3    | Stan Levenson    | Canada           | 10"8            | 10"93           |
| 4    | Jan Jarzembowski | Polonia          | 10"8            | 10"98           |
| 5    | Edward Ajado     | Nigeria          | 10"9            | 11"02           |
| 6    | Ken Box          | Gran Bretagna    | 11"3            | 11"45           |

| Pos. | Atleta          | Nazione          | Tempo Ufficiale | Tempo Ufficioso |
| ---- | --------------- | ---------------- | --------------- | --------------- |
| 1    | Thane Baker     | Stati Uniti      | 10"4            | 10"62           |
| 2    | Manfred Germar  | Germania         | 10"6            | 10"80           |
| 3    | Marian Foik     | Polonia          | 10"6            | 10"83           |
| 4    | Leonid Bartenev | Unione Sovietica | 10"6            | 10"84           |
| 5    | René Bonino     | Francia          | 10"8            | 10"96           |
| 6    | Roy Sandstrom   | Gran Bretagna    | 10"9            | 11"03           |

### Semifinali
| Pos. | Atleta          | Nazione           | Tempo Ufficiale | Tempo Ufficioso |
| ---- | --------------- | ----------------- | --------------- | --------------- |
| 1    | Ira Murchison   | Stati Uniti       | 10"5            | 10"79           |
| 2    | Mike Agostini   | Trinidad e Tobago | 10"5            | 10"79           |
| 3    | Manfred Germar  | Germania          | 10"6            | 10"85           |
| 4    | Abdul Khaliq    | Pakistan          | 10"6            | 10"93           |
| 5    | Stan Levenson   | Canada            | 10"7            | 10"94           |
| 6    | Jurij Konovalov | Unione Sovietica  | 10"8            | 11"11           |

| Pos. | Atleta           | Nazione          | Tempo Ufficiale | Tempo Ufficioso |
| ---- | ---------------- | ---------------- | --------------- | --------------- |
| 1    | Bobby Joe Morrow | Stati Uniti      | 10"3            | 10"52           |
| 2    | Thane Baker      | Stati Uniti      | 10"4            | 10"61           |
| 3    | Hector Hogan     | Australia        | 10"5            | 10"62           |
| 4    | Morrie Rae       | Nuova Zelanda    | 10"5            | 10"68           |
| 5    | Marian Foik      | Polonia          | 10"6            | 10"84           |
| 6    | Boris Tokarev    | Unione Sovietica | 10"7            | 10"91           |

### Finale
Malgrado l'apparenza, il tempo del vincitore è di rilievo poiché sulla pista spirava un vento contrario di -5 m/s.

| Pos.    | Corsia | Atleta           | Età | Nazione           | Tempo Ufficiale | Tempo Ufficioso |
| ------- | ------ | ---------------- | --- | ----------------- | --------------- | --------------- |
| Oro     | 4      | Bobby Joe Morrow | 21  | Stati Uniti       | 10"5            | 10"62           |
| Argento | 3      | Thane Baker      | 25  | Stati Uniti       | 10"5            | 10"77           |
| Bronzo  | 6      | Hector Hogan     | 25  | Australia         | 10"6            | 10"77           |
| 4       | 1      | Ira Murchison    | 23  | Stati Uniti       | 10"6            | 10"79           |
| 5       | 5      | Manfred Germar   | 21  | Germania          | 10"7            | 10"86           |
| 6       | 2      | Mike Agostini    | 21  | Trinidad e Tobago | 10"7            | 10"88           |

Hector Hogan morirà quattro anni dopo i Giochi di leucemia.